# C19orf25
C19orf25 (англ. Chromosome 19 open reading frame 25) – білок, який кодується однойменним геном, розташованим у людей на короткому плечі 19-ї хромосоми. Довжина поліпептидного ланцюга білка становить 118 амінокислот, а молекулярна маса — 12 878.
| 10         |  | 20         |  | 30         |  | 40         |  | 50         |
| ---------- |  | ---------- |  | ---------- |  | ---------- |  | ---------- |
| MGSKAKKRVL |  | LPTRPAPPTV |  | EQILEDVRGA |  | PAEDPVFTIL |  | APEDPPVPFR |
| MMEDAEAPGE |  | QLYQQSRAYV |  | AANQRLQQAG |  | NVLRQRCELL |  | QRAGEDLERE |
| VAQMKQAALP |  | AAEAASSG   |  |            |  |            |  |            |

A: Аланін

C: Цистеїн

D: Аспарагінова кислота

E: Глутамінова кислота

F: Фенілаланін

G: Гліцин

I: Ізолейцин

K: Лізин

L: Лейцин

M: Метіонін

N: Аспарагін

P: Пролін

Q: Глутамін

R: Аргінін

S: Серин

T: Треонін

V: Валін

Кодований геном білок за функцією належить до фосфопротеїнів. 
Задіяний у такому біологічному процесі, як альтернативний сплайсинг. 